# 进步 MS-29

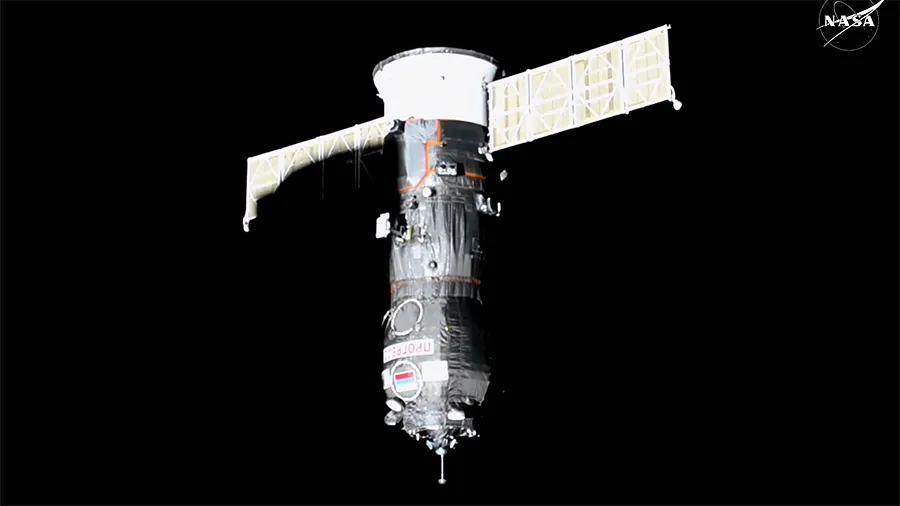
进步 MS-29

进步 MS-29是由俄罗斯航天国家集团於2024年11月21日发射的一艘进步号飞船，目的是为国际空间站提供补给。这也是进步号航天器的第182次飞行。
此次任务中，进步 MS-29 共搭載了2,487（5,483磅）的货物和补给。 